# Ilex vomitoria
Ilex vomitoria ist eine Pflanzenart aus der Gattung Stechpalmen (Ilex) innerhalb der Familie der Stechpalmengewächse (Aquifoliaceae). Sie ist in Nordamerika verbreitet. Von der IUCN wird Ilex vomitoria als „least concern“ = „nicht gefährdet“ eingestuft.

## Beschreibung

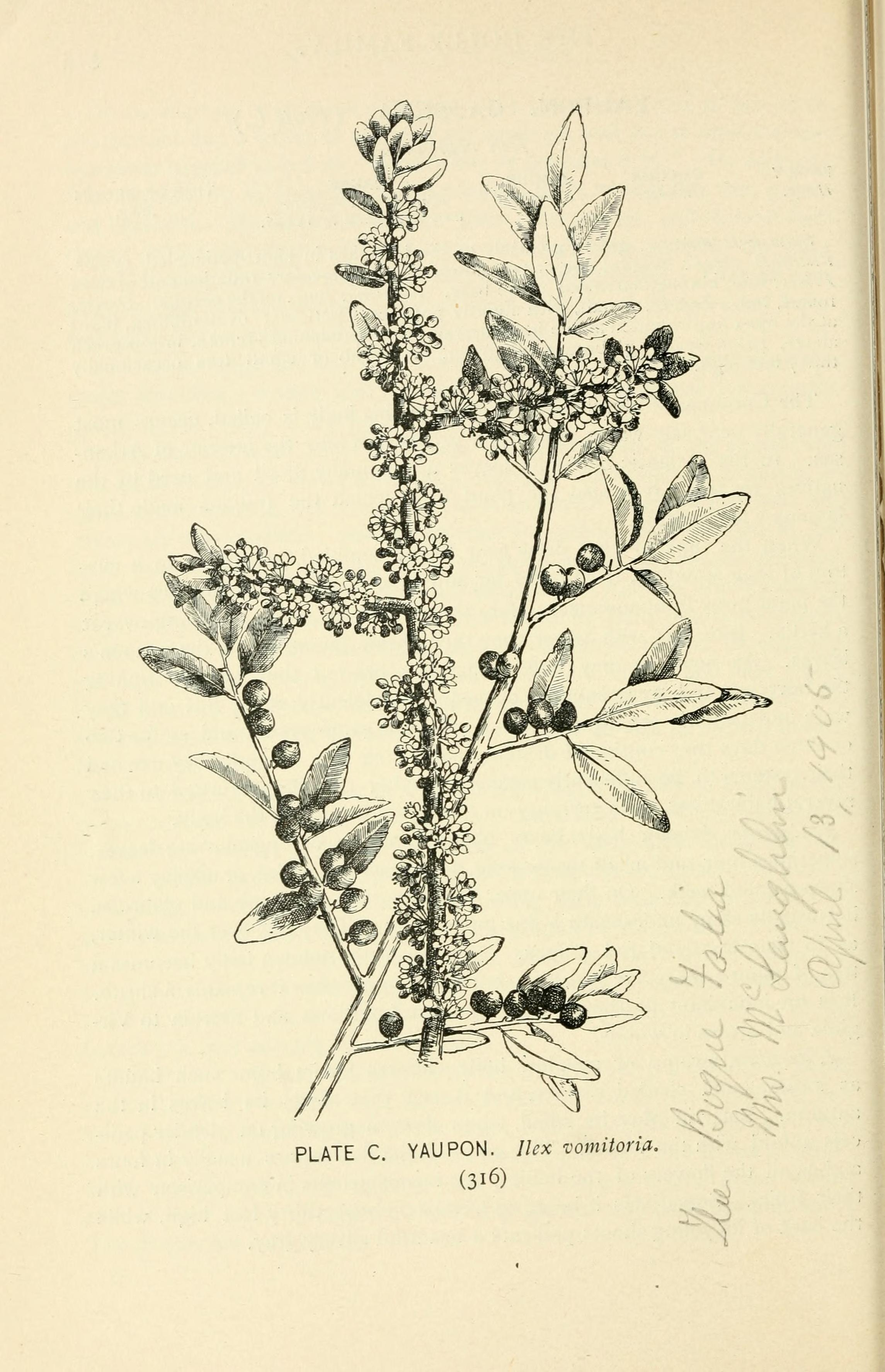
Illustration aus Southern wild flowers and trees, S. 316, Tafel C

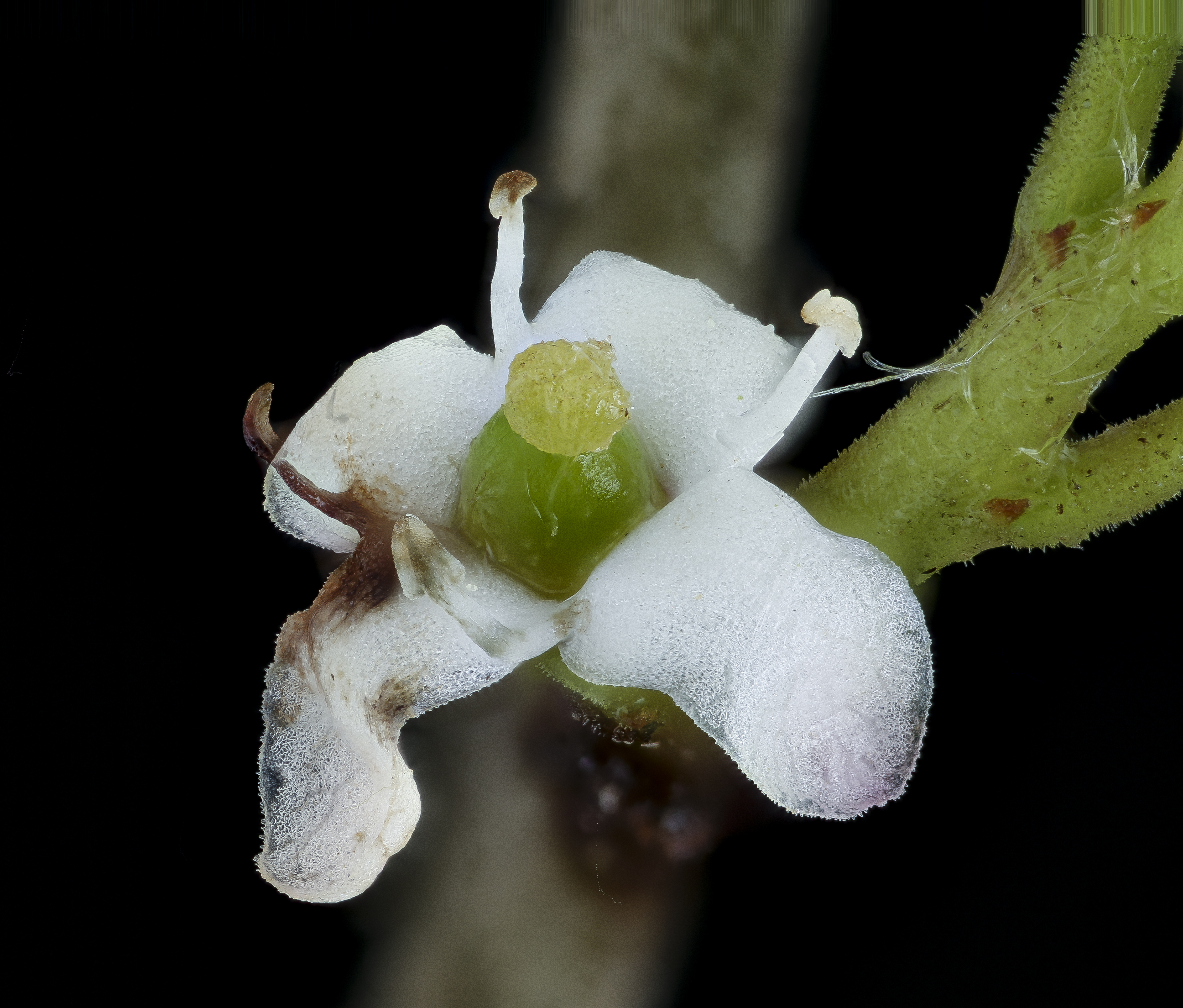
Weibliche Blüte

### Vegetative Merkmale
Ilex vomitoria ist ein immergrüner Strauch oder kleiner Baum, der Wuchshöhen von 5 bis 9 Metern erreicht, sie bleibt aber meist kleiner. Die Rinde der Zweige ist glatt und hellgrau.
Die kurz gestielten Laubblätter sind wechselständig angeordnet. Die ledrige, kahle Blattspreite ist bei einer Länge von bis 5 Zentimeter sowie einer Breite von bis 2,5 Zentimeter eiförmig bis elliptisch mit gerundetem, stumpfem oberen Ende und einem grob gekerbtem bis gesägtem Rand. Die Blattoberseite ist dunkelgrün glänzend und die -unterseite etwas heller.

### Generative Merkmale
Ilex vomitoria ist zweihäusig diözisch. Es werden achselständige Zymen gebildet, die weiblichen sind armblütig. Die kleinen, funktionell eingeschlechtlichen und gestielten, vierzähligen Blüten mit doppelter Blütenhülle messen 5 bis 5,5 Millimeter Durchmesser. Der becherförmige Kelch ist klein mit minimalen Zipfeln. Die Blütenkrone ist weiß mit vier länglichen, abgerundeten Petalen. Es sind 4 kurze Staubblätter vorhanden. Der mehrkammerige Fruchtknoten ist oberständig mit sitzender, breiter Narbe. Die weiblichen Blüten besitzen Staminodien mit Antheroden, die männlichen einen Pistillode.
Die Früchte sind kleine, rundliche, glänzend rote (gelegentlich gelbe), mehrsamige, beerenartige Steinfrüchte mit 4 bis 6 Millimeter Durchmesser, am beständigen Kelch, mit Narbenresten an der Spitze und vier Kernen.

## Ökologie

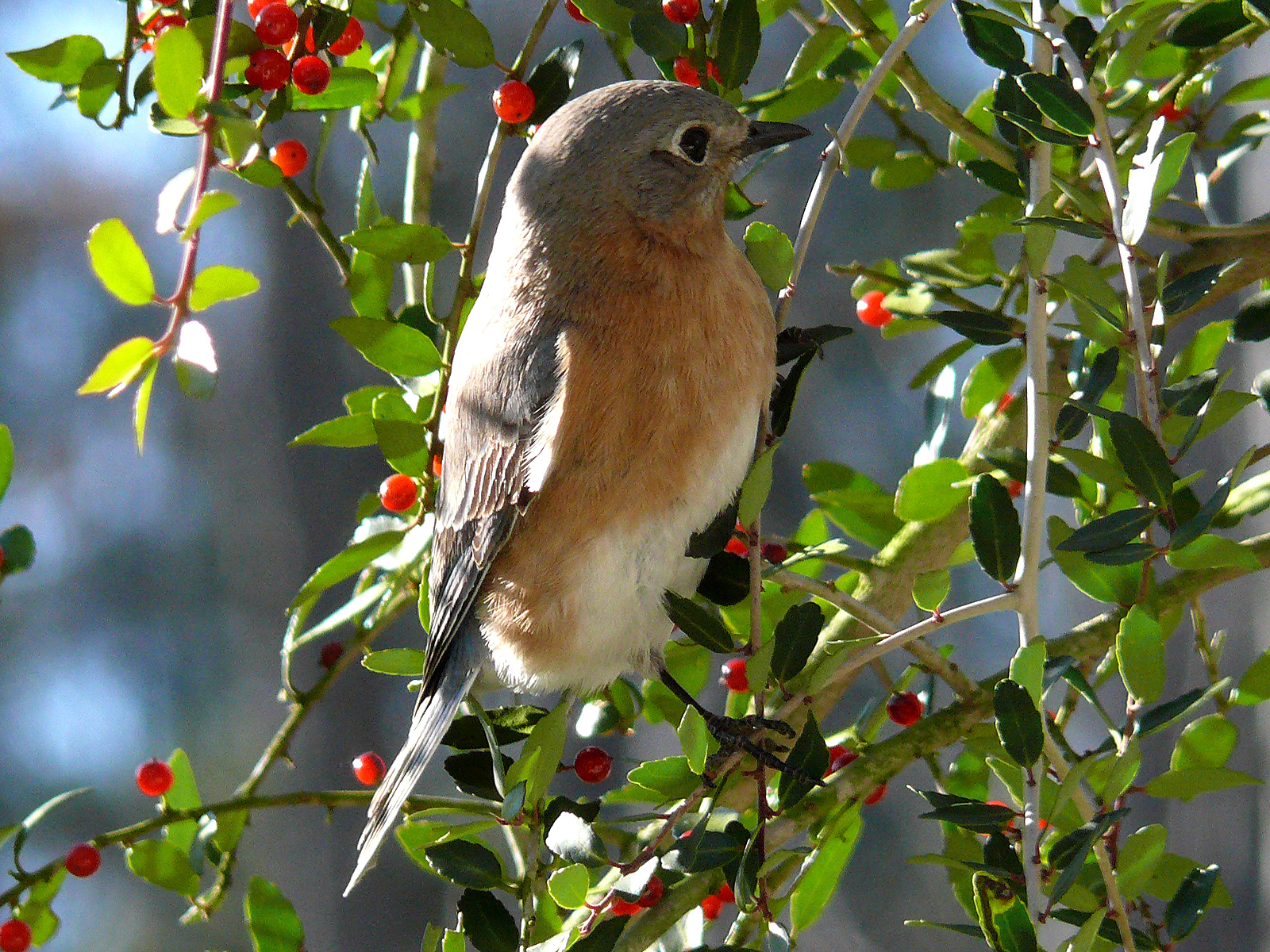
Ein Rotkehl-Hüttensänger auf Ilex vomitoria mit seinen bei Reife leuchtend roten Beeren.

Die Steinfrüchte werden von Vögeln gefressen und dadurch erfolgt die Ausbreitung.
Die Früchte sind eine wichtige Nahrungsquelle für einige Vogelarten, darunter Floridaente, Dunkelente, Carolinataube, Kragenhuhn, Virginiawachtel, Truthuhn, Goldspecht, Saftlecker, Zedernseidenschwanz, Rotkehl-Hüttensänger, Wanderdrossel, Katzendrossel, Spottdrossel und Weißkehlammer. Zu den Säugetieren, die die Früchte fressen, gehören Neunbinden-Gürteltier, Amerikanischer Schwarzbär, Graufuchs, Waschbär und Skunks. Laub und Zweige werden von Weißwedelhirschen gefressen.

## Ähnliche Arten
Ilex vomitoria kann von der ähnlichen Ilex cassine durch die kleineren Blätter und die abgerundete, nicht spitz zulaufende Blattspitze unterschieden werden.

## Inhaltsstoffe
Es handelt sich um die einzige bekannte in Nordamerika beheimatete Pflanzenart, die Coffein enthält.

## Trivialnamen und Etymologie
Trivialnamen sind: englisch yaupon [ˈjɔːpɒn], yaupon holly, cassena, cassina, cassine, cassio-berry bush, evergreen cassena, evergreen holly, Indian black drink, Christmas berry. Der englischsprachige Trivialname yaupon wurde aus dem Namen der Catawba und Waccamaw Sioux yopún abgeleitet, dem Diminutiv des Wortes yop („Baum“). Ein weiterer Trivialname, cassina, ist ein Lehnwort aus der Sprache der Timucua (obwohl sich der üblicherweise auf Ilex cassine bezieht). Der wissenschaftliche Artname Ilex vomitoria entstammt dem Irrglauben der Europäer, die Pflanzenteile verursachen bei verschiedenen Zeremonien der Ureinwohner ein Erbrechen.

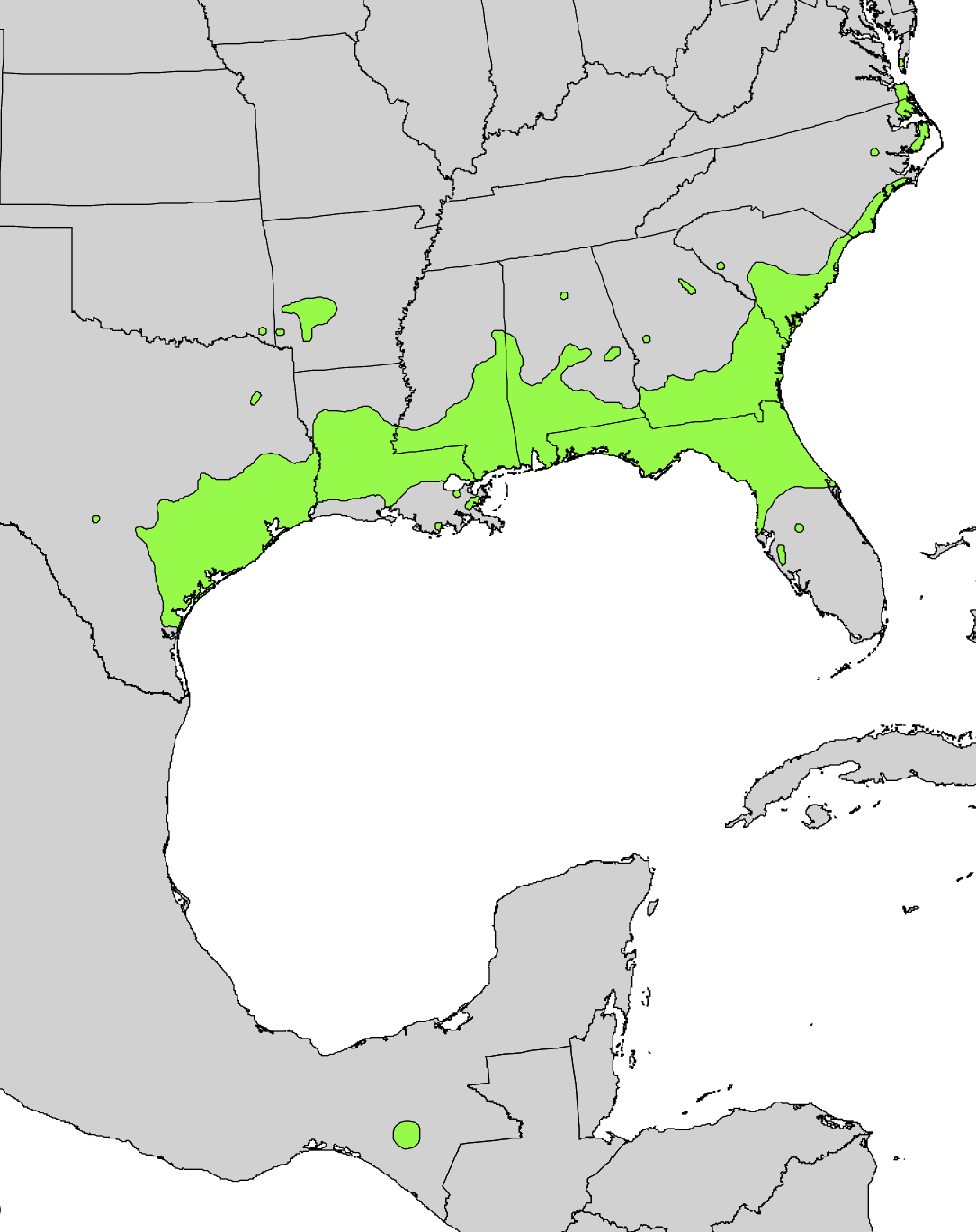
Natürliches Verbreitungsgebiet

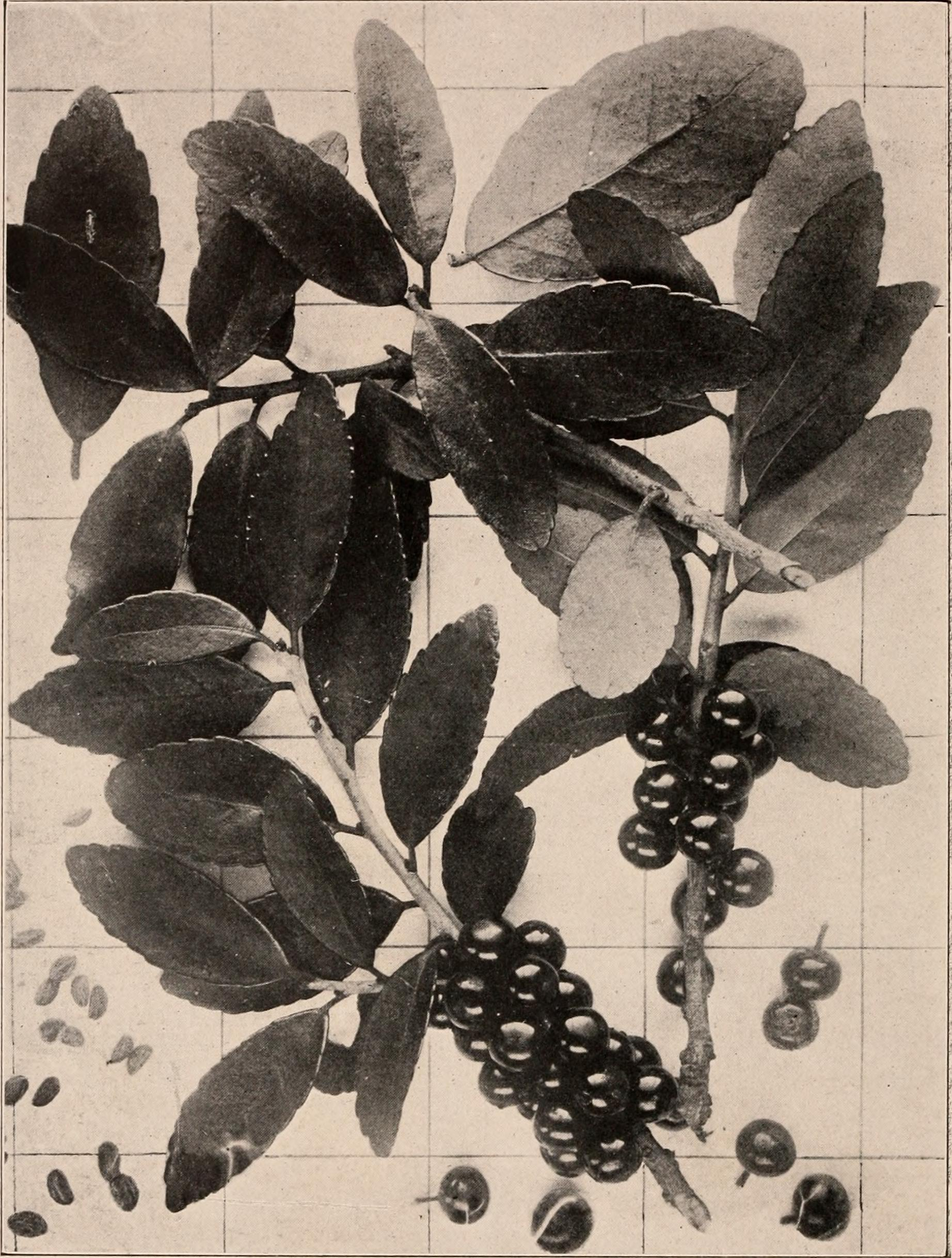
Abbildung aus Handbook of the trees of the northern states and Canada east of the Rocky mountains, 1907, S. 331

## Vorkommen
Ilex vomitoria ist auf dem nordamerikanischen Festland von den nördlichen-zentralen über die südlichen-zentralen bis zu den südöstlichen USA verbreitet und in an wenigen kleineren Gebieten in Mexiko (disjunkte Populationen) vor. Es gibt Fundortangaben für die US-Bundesstaaten Oklahoma, Texas, südöstliches Alabama, südwestliches Arkansas, Georgia, Mississippi, North Carolina, South Carolina, südöstliches Virginia, Louisiana sowie Florida und die mexikanischen Bundesstaaten Chiapas sowie Veracruz de Ignacio de la Llave.
Als Neophyt kommt Ilex vomitoria auf den Bahamas vor.
Ilex vomitoria gedeiht hauptsächlich in Küstengebieten mit gut durchlüfteten sandigen Böden und kann an den oberen Rändern brackiger und salziger Sümpfe, sandiger baumbestandener Hügel, küstennaher Sand-Dünen, innerhalb der Dünen gelegener Senken, Sandhügel, meeresnaher Wälder, aufgeforsteter Feuchtgebiete, stark entwässerter Wälder und sogenannter Kiefern-Flatwoods vorkommen.

## Kultivierung und Nutzung

### Menschlicher Verzehr
Die amerikanischen Ureinwohner nutzten Blätter und Stängel, um einen Aufguss (allgemein asi oder Black Drink genannt) herzustellen, der Männern vorbehalten war und der rituellen Reinigung und Eintracht diente. Der Ritus beinhaltete auch ein Erbrechen, was von Europäern fälschlicherweise so gedeutet wurde, dass Ilex vomitoria dies verursacht habe. Die aktiven Zutaten des Aufgusses sind – wie bei den verwandten Ilex paraguariensis (Mate-Strauch) und Ilex guayusa – Coffein und Theobromin, und das Erbrechen wurde entweder trainiert oder resultierte aus den großen Mengen der genossenen Getränke und dem damit verbundenen Fasten. Andere meinen, die Europäer nahmen irrtümlicherweise an, der Black Drink wäre der aus Ilex vomitoria gewonnene Tee, wogegen er ein völlig anderes Getränk aus verschiedenen Wurzeln und Kräutern war und Brechreiz auslösende Eigenschaften hatte.
Der Trocknungsprozess der Blätter für den Verzehr wurde von einigen zeitgenössischen US-Amerikanern „wiederentdeckt“; „Yaupon-Tee“ wird kommerziell vertrieben.

### Zierformen
Sorten von Ilex vomitoria werden im Südosten der USA häufig im Landschaftsbau verwendet. Am häufigsten werden Ausleseformen als immergrüne Ziersträucher verwendet, die langsam sowie dicht wachsen und sich für Schnitthecken eignen. Eine Auswahl an Sorten sind:
- ‚Folsom Weeping‘ – Hängeform[16]
- ‚Grey's Littleleaf‘ = ‚Grey's Weeping‘ – Hängeform[16]
- ‚Nana‘ = ‚Compacta‘ – weibliche Zwergform, die nicht höher als 1 Meter wird[16]
- ‚Pride of Houston‘ – weibliche Form, dem Typus ähnlich, aber mit Änderungen in Form, Fruchtansatz und Laub[16]
- ‚Schilling's Dwarf‘ = ‚Stokes Dwarf‘ – männliche Zwergform, die nicht höher als 0,6 Meter und nicht breiter als 1,2 Meter wird[16]
- ‚Will Fleming‘ – männliche Form mit säulenartiger Wuchsform[16]

Auch für Bonsais findet die Art gerne Verwendung.